# Fernando Codá Marques
Fernando Codá dos Santos Cavalcanti Marques (né en 1979) est un mathématicien brésilien qui travaille principalement dans les domaines de la géométrie, la topologie, les équations aux dérivées partielles et la théorie de Morse. Il est professeur à l'Université de Princeton. En 2012, en collaboration avec André Neves, il a prouvé la conjecture de Willmore.

## Biographie
Fernando Codá Marques est né le 8 octobre 1979 à São Carlos et a grandi à Maceió. Ses parents étaient tous les deux professeurs d'ingénierie,.
Codá Marques a commencé comme étudiant en génie civil à l'Université fédérale d'Alagoas (en) en 1996, mais il bifurque vers l'enseignement des mathématiques au bout de deux ans,.
Il a obtenu une maîtrise de l'Institut national de mathématiques pures et appliquées (IMPA) en 1999. Parmi ses professeurs à l'IMPA figurent Manfredo do Carmo et Elon Lages Lima (en).
Suivant les conseils de Manfredo do Carmo, Codá Marques part à l'Université Cornell pour apprendre l'analyse géométrique auprès de José F. Escobar (en), de sorte qu'il pourrait revenir et apporter ce domaine de recherche au Brésil. Alors qu'il est encore au Brésil, Codá Marques est informé qu'Escobar était atteint d'un cancer et qu'il pourrait peut-être mourir avant que Codá Marques puisse achever son doctorat avec lui. Malgré cette information, Codá de Marques décide de garder l'arrangement et devient son élève.
En 2001, Codá Marques reçoit le prix Battig de Cornell pour les étudiants des cycles supérieurs, pour « l'excellence et la promesse en mathématiques ». Il a obtenu son doctorat de l'Université Cornell en 2003, sous la direction de José F. Escobar avec une thèse intitulée Existence and Compactness Theorems on Conformal Deformation of Metrics.
Malgré le chemin habituel pour effectuer ses recherches post-doctorales, Codá Marques garde à l'esprit que sa mission était de retourner au Brésil. L'IMPA lui avait déjà offert un poste de chercheur, et il a accepté. Mais après six mois au Brésil, Escobar, qui était son principal lien avec des chercheurs à l'extérieur du Brésil, est décédé. Codá Marques doit faire face à des difficultés de la recherche dans l'isolement, il a donc décidé d'accepter une invitation à un séjour d'un an en tant que postdoc à l'Université Stanford. Là, il a été influencé par l'école de pensée de Richard Schoen en géométrie et rencontré André Neves (qui allait devenir son principal collaborateur), et de nombreux autres contacts.
Il a travaillé à l'IMPA de 2003 à 2014.

## Travaux mathématiques
Certaines de ses contributions les plus célèbres sont les suivantes, :

### Problème de Yamabe
En 2009, en collaboration avec Richard Schoen et Marcus Khuri il a fait d'importants travaux sur le problème de Yamabe,. Il a résolu la conjecture de Schoen sur la compacité dans le problème de Yamabe de variétés spin (en).

### Conjecture de rigidité de Min-Oo
En avril 2010, en collaboration avec Simon Brendle et André Neves, Marques fournit un contre-exemple à la conjecture de rigidité de Min-Oo.

### La conjecture de Willmore
L'article « Min-max theory and the Willmore conjecture » de Codá Marques et Neves est transféré sur l'arXiv en février 2012, article où ils ont résolu la conjecture de Willmore, à l'aide de la théorie min-max d'Almgren–Pitt (en), qui était alors « un outil relativement ancien et déjà un peu en désuétude ». Selon Harold Rosenberg, l'utilisation de cet outil a été possible parce que les deux chercheurs ont découvert un lien entre les objets qui étaient apparemment très différents : « connecter le problème avec des questions sur des surfaces minimales sur la sphère [...] a priori, il n'y aurait aucune raison pour que ces choses soient connectées. C'est curieux, très curieux. », ce qui a apporté la solution de la conjecture de Willmore (Willmore, 1965)

### Conjecture de Freedman–He–Wang
En mai 2012, en collaboration avec Ian Agol et André Neves, Marques apporte la solution à la conjecture de Freedman–He–Wang (en) (Freedman–He–Wang, 1994)

### Conjecture de Yau
En décembre 2017, en coopération avec Kei Irie et André Neves, il a résolu la conjecture de Yau (Yau, 1982) dans le cas générique (en).

### Théorie min-max d'Almgren–Pitts
Codá Marques et André Neves travaillent à étendre la théorie min-max d'Almgren–Pitts (en).

## Prix et distinctions
Il est conférencier invité au congrès international des mathématiciens (ICM) de 2010 à Hyderabad, intitulée « Scalar curvature, Conformal geometry, and the Ricci flow with surgery » et il donne une conférence plénière à l'ICM 2014 à Séoul intitulée « Minimal surfaces – variational theory and applications ».
Il a reçu le prix TWAS (en) en 2012, le prix de l'Union Matematica de America Latina y el Caribe (UMALCA), ainsi que le prix ICTP Ramanujan,.
En 2014, il a donné la conférence Łojasiewicz (en) « The min-max theory of minimal surfaces and applications » à l'université Jagellonne de Cracovie.
Il a partagé en 2016 le prix Oswald-Veblen avec André Neves.
Il est un membre à part entière de l'Académie brésilienne des sciences depuis 2014. Il a été élu à la classe 2018 de fellows de l'American Mathematical Society.
Il est professeur émérite de mathématiques à l'Institute for Advanced Study.
En 2021, il est lauréat du prix Fermat, conjointement avec Vincent Pilloni.

## Publications
- avec Simon Brendle, André Neves Deformations of the hemisphere that increase scalar curvature, Inventiones Mathematicae 185, 2011, 175–197 (Widerlegung der Vermutung von Min-Oo in 3 und mehr Dimensionen), Arxiv
- Deforming three-manifolds with positive scalar curvature, Annals of Mathematics 176 (2012), 815–863, Arxiv
- avec Neves: Min-max theory and the Willmore conjecture. Annals of Mathematics 179 (2014), 683–782.
- avec Lyokumovich, Neves: Weyl law for the volume spectrum. Annals of Mathematics 187 (2018), 933–961.
- avec Brendle: Recent progress on the Yamabe Problem, in Surveys in Geometric Analysis and Relativity, 2011 (Richard Schoen zum 60. Geburtstag), Arxiv
- avec Neves: The Willmore Conjecture, Jahresbericht DMV, vol 116, Heft 4, 2014, pp 201–222.

## Vie personnelle
Il est marié à la mathématicienne Ana Maria Menezes de Jesus. Elle était étudiante de Harold Rosenberg à l'IMPA, et elle est actuellement professeure de mathématiques à l'Université de Princeton, Codá Marques et Menezes ont un fils du nom de Pedro.